# Scotty Leavenworth
Scotty Alexander Leavenworth (Riverside, 21 maggio 1990) è un attore statunitense.

## Biografia
Ha iniziato a recitare negli spot pubblicitari all'età di quattro anni, e sin da allora è apparso in una varietà di film e di programmi televisivi. Ebbe apparizioni rilevanti in Il miglio verde, Un genio in pannolino, Babe va in città, Il rumore degli angeli, L'ultimo sogno e Erin Brockovich - Forte come la verità.
È conosciuto per essere apparso nel telefilm statunitense della The CW Settimo Cielo nel ruolo di Peter Petrowski, il primo ragazzo di Ruthie Camden (Mackenzie Rosman) nelle stagioni 7 e 8.

## Filmografia parziale

### Cinema
- Simon Birch, regia di Mark Steven Johnson (1998)
- Babe va in città (Babe: Pig in the City), regia di George Miller (1998) (voce)
- Un genio in pannolino (Baby Geniuses), regia di Bob Clark (1999) (voce)
- Il miglio verde (The Green Mile), regia di Frank Darabont (1999)
- Erin Brockovich - Forte come la verità (Erin Brockovich), regia di Steven Soderbergh (2000)
- Donnie Darko (Donnie Darko: The Director's Cut), regia di Richard Kelly (2001)
- L'ultimo sogno (Life as a House), regia di Irwin Winkler (2001)
- The Majestic, regia di Frank Darabont (2001)

### Televisione
- Febbre d'amore (The Young and the Restless) – serial TV, 7 puntate (1996-1997)
- Dads – cortometraggio TV (1997)
- Da un giorno all'altro (Any Day Now) – serie TV, episodio 1x02 (1998)
- Il rumore degli angeli (The Soul Collector) – film TV (1999)
- Tutti amano Raymond (Everybody Loves Raymond) – serie TV, episodio 4x18 (2000)
- E.R. - Medici in prima linea (ER) – serie TV, episodio 6x18 (2000)
- Passions – serial TV, 1 puntata (2000)
- The Drew Carey Show – serie TV, episodio 7x26 (2002)
- Philly – serie TV, 22 episodi (2001-2002)
- Settimo cielo (7th Heaven) – serie TV, 34 episodi (2002-2006)
- Bones – serie TV, episodio 2x03 (2006)
- Desperate Housewives – serie TV, episodio 5x06 (2008)
- The Forgotten – serie TV, episodio 1x17 (2010)